# پیشنهاد تأثیرگذار
پیشنهاد تأثیرگذار (انگلیسی: Operation Proposal; کره‌ای: 프러포즈 대작전) یک مجموعه تلویزیونی محصول کره جنوبی سال ۲۰۱۲ با بازی یو سونگ هو و پارک اون بین است. این مجموعه از ۸ فوریه تا ۲۹ مارس ۲۰۱۲، روزهای چهارشنبه و پنجشنبه ساعت ۲۰:۴۵ (کی‌اس‌تی) از تی‌وی چوسان برای ۱۶ قسمت پخش شد. این مجموعه بازخلق درام ژاپنی پیشنهاد تأثیرگذار (プロポーズ大作戦 Proposal Daisakusen) است که در سال ۲۰۰۷ از فوجی تی‌وی پخش شد.
یو و پارک پیش از این به عنوان بازیگر کودک در مجموعه تلویزیونی افسانه (۲۰۰۷) همبازی بودند.